# Куре-Руд
Куре-Руд (перс. كوره رود) — село в Ірані, у дегестані Хараджґіль, у бахші Асалем, шагрестані Талеш остану Ґілян. За даними перепису 2006 року, його населення становило 38 осіб, що проживали у складі 7 сімей.

## Клімат
Середня річна температура становить 7,94 °C, середня максимальна – 23,74 °C, а середня мінімальна – -9,30 °C. Середня річна кількість опадів – 379 мм.
| Клімат поселення                              | Клімат поселення | Клімат поселення | Клімат поселення | Клімат поселення | Клімат поселення | Клімат поселення | Клімат поселення | Клімат поселення | Клімат поселення | Клімат поселення | Клімат поселення | Клімат поселення | Клімат поселення |
| Показник                                      | Січ.             | Лют.             | Бер.             | Квіт.            | Трав.            | Черв.            | Лип.             | Серп.            | Вер.             | Жовт.            | Лист.            | Груд.            |                  |
| Середній максимум, °C                         | 2,79             | 3,55             | 5,62             | 12,77            | 17,72            | 21,54            | 23,74            | 23,48            | 19,63            | 15,03            | 9,91             | 4,93             |                  |
| Середня температура, °C                       | −3,25            | −2,5             | −0,44            | 6,73             | 11,66            | 15,48            | 18,87            | 18,62            | 14,75            | 10,16            | 5,04             | 0,06             |                  |
| Середній мінімум, °C                          | −9,3             | −8,54            | −6,47            | 0,69             | 5,62             | 9,44             | 14,02            | 13,74            | 9,89             | 5,30             | 0,18             | −4,8             |                  |
| Норма опадів, мм                              | 30               | 32               | 48               | 54               | 50               | 21               | 14               | 12               | 23               | 37               | 28               | 30               |                  |
| Середньомісячна швидкість вітру, м/с          | 2.04             | 2.52             | 2.65             | 2.79             | 2.22             | 2.06             | 2.25             | 2.16             | 1.91             | 2.00             | 2.35             | 2.10             |                  |
| Середньомісячна сонячна радіація, кДж/м²·день | 7105             | 9722             | 12185            | 16153            | 19954            | 23098            | 23583            | 20332            | 17423            | 12296            | 8813             | 6784             |                  |
| --------------------------------------------- | ---------------- | ---------------- | ---------------- | ---------------- | ---------------- | ---------------- | ---------------- | ---------------- | ---------------- | ---------------- | ---------------- | ---------------- | ---------------- |
| Джерело:                                      |                  |                  |                  |                  |                  |                  |                  |                  |                  |                  |                  |                  |                  |